# Departamentul Tahoua
Departamentul Tahoua este un departament din  regiunea Tahoua, Niger, cu o populație de 359.994 locuitori (2001).